# Mironià
Mironià (Myronianus, Μυρωνιανός) fou un escriptor grec nadiu d'Amastris al Pont. La seva època és desconeguda. Fou autor d'una obra que portava el títol de Ἱστορικῶν ὁμοίων κεφάλαια. Diògenes Laerci esmenta la mateixa obra però sota un títol diferent, concretament Ἱστορικὰ κεφάλαια; també apareix simplement com Ὅμοια.